# ملعب رومانو
ملعب رومانو هو ملعب متعدد الاستخدام يقع في مدينة ماردة الإسبانية . غالبا ما يتم استخدامه لمباريات كرة القدم . يسع الملعب لجلوس 14،600 متفرج . يعتبر الملعب الرسمي الذي يخوض فيه نادي ميريدا مبارياته . تم افتتاح الملعب في سنة 1954 .